# Berthold Oppenheim

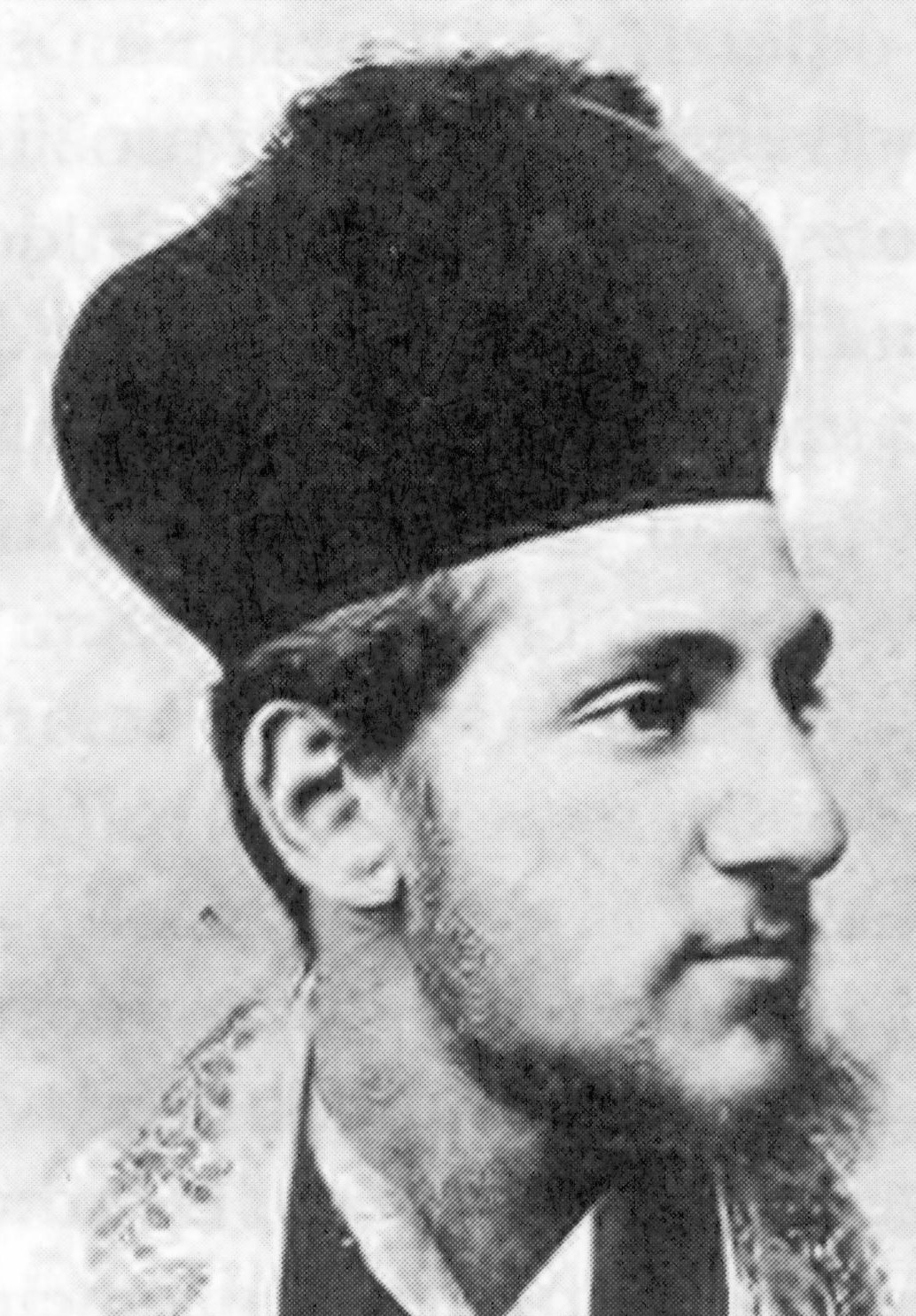
Berthold Oppenheim, etwa 1892

Berthold Oppenheim (* 29. Juli 1867 in Eibenschütz, Mähren, Österreich-Ungarn; † 1942 im Vernichtungslager Treblinka, in Treblinka) war von 1892 bis 1939 der erste Rabbiner in Olmütz in Mähren. 1942 wurde er im Vernichtungslager Treblinka ermordet.

## Leben
Berthold Oppenheim entstammte einer religiösen Familie – sein Vater Joachim Heinrich Oppenheim war ab 1858 Rabbiner im mährischen Jamnitz und 1868–1891 in Thorn, Provinz Westpreußen, seine Schwester Ida Oppenheim (1864–1935) schrieb Romane und Ghettogeschichten. Berthold Oppenheim studierte Hebraistik und Judaistik an verschiedenen Rabbinerseminaren und an weltlichen Universitäten in Berlin und Breslau.
Nach Olmütz kam Oppenheim 1892 aus Mißlitz bei Znaim, wo eine starke jüdische Gemeinde bestand und wo Oppenheim 1891/92 als Rabbiner tätig war. Am 1. November 1892 wurde er zum ersten Rabbiner der Jüdischen Gemeinde in Olmütz inauguriert. 1894 initiierte er den Bau der Synagoge, die bereits 1897 fertiggestellt wurde. Als 1918 der Loschitzer Rabbiner Izrael Günzig nach Antwerpen verzog, übernahm Oppenheim zusätzlich dessen Posten in der Jüdischen Gemeinde Loschitz. Ende der 1920er Jahre war die Jüdische Gemeinde Olmütz die drittgrößte in Mähren.
Oppenheim war Gründungsmitglied des Vereins mährisch-schlesischer Rabbiner (tschechisch Svaz Moravsko-slezských rabínů), der 1906 in Prerau entstand, die Oppenheim zum stellvertretenden Vorsitzenden wählte. Er nahm an zahlreichen Versammlungen und Sitzungen der jüdischen Gemeinden teil. 1907 regelte er in Mährisch Ostrau die soziale Absicherung jüdischer Amts- und Würdenträger, 1908 organisierte er die Konferenz mährischer und schlesischer Rabbiner in Olmütz, die sich auch der Öffentlichkeit öffnete und dadurch das Interesse für die Jüdischen Gemeinden steigerte. Zudem war er in der Beerdigungsgesellschaft Chewra Kadischa tätig und gründete einen Freitisch-Verein, der verarmte jüdische Studenten unterstützte. In den 1930er Jahren besuchte Oppenheim Palästina, wobei er die ganze Region bereiste.
Oppenheim blieb bis 1939 Rabbiner und wurde 1940 in diesem Amt durch Ernst Reich (bis 1942) ersetzt. 1942 wurde Oppenheim verhaftet und am 8. Juli 1942 mit dem Transport AAo aus Olmütz nach Theresienstadt und am 15. Oktober 1942 mit dem Transport Bv weiter nach Treblinka deportiert, wo er im selben Jahr ermordet wurde.

## Stolperstein
Am 29./30. Oktober 2012 wurden in Olmütz weitere 42 Stolpersteine gelegt, darunter für Oppenheim und dessen Ehefrau vor dem früheren Gebäude in der Třída Svobody 24 (später abgerissen), wo er bis zu seiner Verhaftung und Deportation lebte. Der Stolperstein trägt den folgenden Text (hier mit einer Übersetzung):

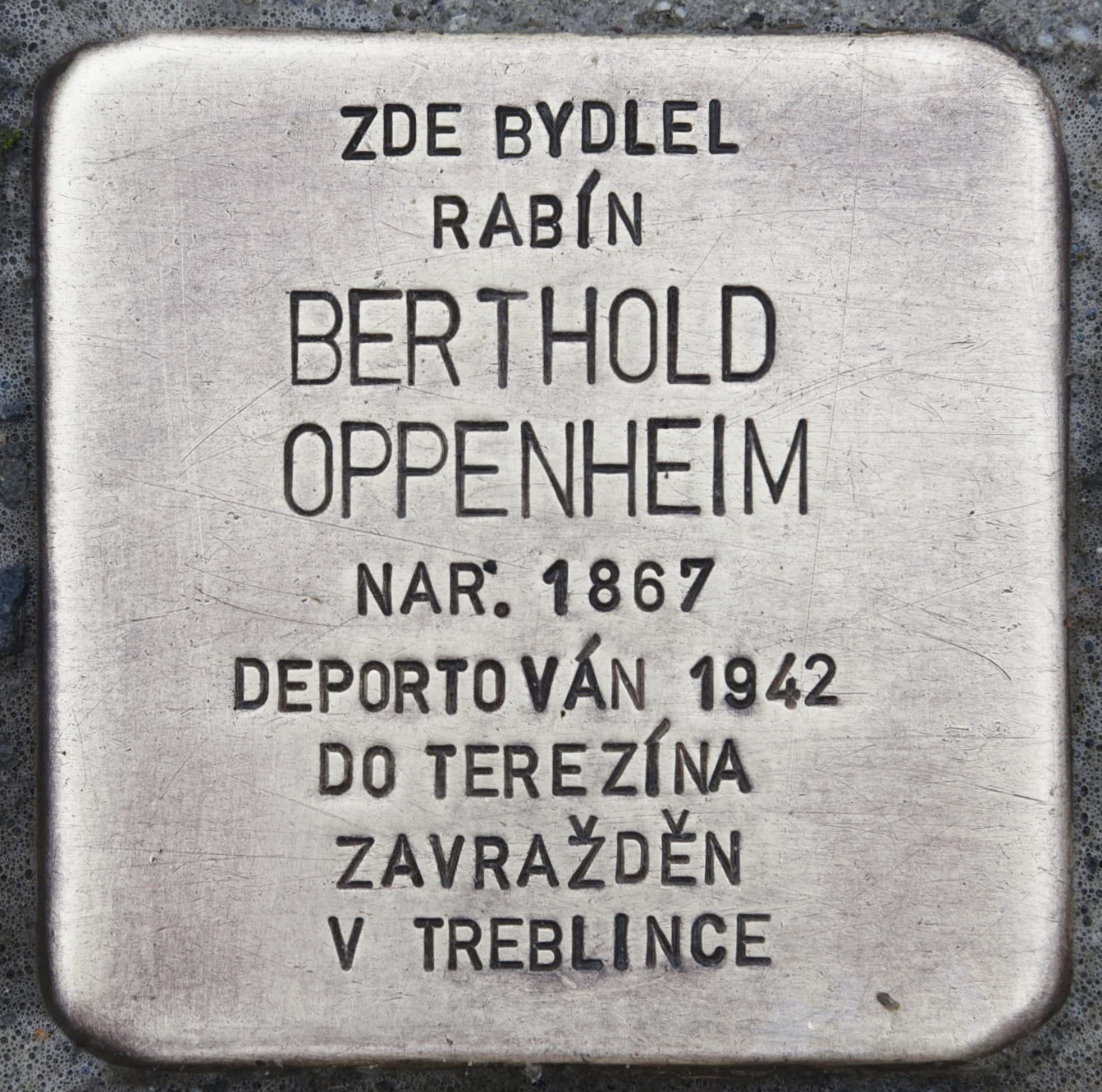
Stolperstein

| ZDE BYDLEL RABÍN BERTHOLD OPPENHEIM NAR. 1867 DEPORTOVÁN 1942 DO TEREZÍNA ZAVRAŽDĚN V TREBLINCE | HIER WOHNTE RABBINER BERTHOLD OPPENHEIM GEB. 1867 DEPORTIERT 1942 NACH THERESIENSTADT ERMORDET IN TREBLINKA |

## Aufsätze
- Berthold Oppenheim: Geschichte der Juden in Olmütz. In: Hugo Gold (Hrsg.): Die Juden und Judengemeinden Mährens in Vergangenheit und Gegenwart. Ein Sammelwerk. Jüdischer Buch- und Kunstverlag, Brünn 1929, S. 451–456.

## Quelle
- Vladimír Jorda: PhDr. Berthold Oppenheim Lebenslauf auf der Website der Jüdische Gemeinde Olmütz (tschechisch).